# Fragmentado
Fragmentado (em inglês:  Split) é um filme norte-americano de suspense psicológico lançado em 2016, escrito e dirigido por M. Night Shyamalan. É estrelado por James McAvoy, Anya Taylor-Joy e Betty Buckley, e acompanha Kevin Wendell Crumb, um homem com transtorno dissociativo de identidade, que possui 23 personalidades distintas e sequestra três adolescentes, mantendo-as em cativeiro em uma instalação subterrânea.
As filmagens começaram em 11 de novembro de 2015, na cidade de Filadélfia, Pensilvânia. O filme estreou no Fantastic Fest em 26 de setembro de 2016 e foi lançado comercialmente nos Estados Unidos em 20 de janeiro de 2017, pela Universal Pictures. Recebeu críticas geralmente positivas, com destaque para a atuação de James McAvoy, e foi um sucesso comercial, arrecadando cerca de US$ 274 milhões em todo o mundo, a partir de um orçamento estimado de US$ 9 milhões.
Fragmentado é uma sequência do filme Corpo Fechado (2000), também escrito, produzido e dirigido por Shyamalan. As conexões entre os dois filmes não foram divulgadas durante a campanha de marketing e só se revelam na cena final, com a aparição de Bruce Willis no papel de David Dunn. A história foi concluída com o lançamento de Glass (2019), que reúne os personagens de ambos os filmes anteriores.

## Enredo
Três adolescentes, Claire, Marcia e Casey, são sequestradas e presas em um cativeiro por Dennis, uma das 23 personalidades presentes na mente de Kevin Wendell Crumb, vítima de abuso infantil diagnosticado com transtorno dissociativo de identidade. Ao longo dos anos, Kevin foi tratado por sua psiquiatra, Dra. Karen Fletcher, e parece estável: dentro de sua mente, todas as suas personalidades se sentam em cadeiras em uma sala, esperando por sua vez na luz, ou seja, controlar o corpo, enquanto Barry controla quem entra na luz. Duas personalidades, Dennis e Patricia, são mantidas por causa das tendências voyeuristas de Kevin e o transtorno obsessivo-compulsivo, e ambas fazem adoração à Besta, em um rumor de uma 24ª personalidade. As três garotas percebem a natureza de Kevin quando se encontram com Patricia, que se veste como mulher. Casey procura fazer amizade com Hedwig, uma personalidade que afirma ser um menino de nove anos de idade, que diz que as meninas seriam sacrificadas para a Besta. Ele diz que Kevin roubou o controle de Barry sobre a luz e foi persuadido a ajudar Dennis e Patricia. Quando Claire tenta escapar, Dennis a prende em uma cela separada. Dennis  finge ser Barry enquanto participa de uma reunião com a Dra. Fletcher, mas percebe que Dennis e Patricia haviam colocado Barry como a personalidade dominante. Marcia tenta escapar em seguida, mas é pega e também colocada em uma cela diferente. Casey continua fazendo amizade com Hedwig, depois de ter ouvido falar de uma janela em seu quarto. Dennis e a Dra. Fletcher falam sobre o pai de Kevin, que o abandonara  quando criança. As personalidades começam a se manifestar para ajudar Kevin a lidar com o abuso que sofrera nas mãos da mãe, que sofria de transtorno obsessivo-compulsivo. Eles também falam sobre como, um mês antes, duas meninas haviam colocado as mãos de Dennis em seus seios como parte de um desafio, o que a Dra. Fletcher teoriza ser o que levou Dennis e Patricia a assumirem o controle. Casey persuade Hedwig a levá-la para seu quarto, mas fica perturbada ao saber que a janela é apenas um desenho. Hedwig, percebendo que Casey o havia enganado, fica chateado, mas ela lembra que ele iria mostrar algo legal. Hedwig mostra a ela um walkie-talkie, mas Casey é subjugada por Patricia, e ela tenta, sem sucesso, pegar o rádio para obter ajuda. Casey tem flashbacks de ter sido molestada  quando criança por seu tio John, que se tornou seu guardião legal após a morte de seus pais. Dra. Fletcher começa a suspeitar que Dennis é responsável pelos sequestros e decide fazer uma visita não programada ao local onde ele mora. Durante a visita, ela descobre que Claire está sendo mantida presa na casa de Kevin. Mas antes que possa fazer qualquer coisa, a Dra. Fletcher é pega, drogada e trancada por Dennis. Ele logo sai das instalações, entra em um vagão de trem vazio da AMTRAK e lá transforma-se na Besta, demonstrando velocidade sobrenatural, força, agilidade e premonição. A Besta retorna para casa. Sabendo que a única maneira de chamar Kevin é falar seu nome completo, a Dra. Fletcher escreve isso em um pedaço de papel antes de ser morta pela Besta. A Besta mata e come Marcia e Claire, enquanto Casey acaba tropeçando no cadáver de Fletcher e lê o que ela escreveu. Ela chama Kevin (Mulher) para a luz ao falar seu nome. Horrorizado por suas ações, Kevin manda Casey matá-lo com sua espingarda antes que suas outras personalidades comecem a assumir o controle. Quando a Besta retorna, Casey dispara contra ele, mas apenas o fere levemente. A Besta expressa seus planos de livrar o mundo dos intocáveis, aqueles cujos corações são impuros porque nunca sofreram em suas vidas. A Besta começa a dobrar as barras da gaiola em que Casey havia se trancado, mas depois vê numerosas e velhas cicatrizes desbotadas nos ombros e torso de Casey, muitas das quais são evidências de automutilação. Ele então se alegra com o fato de que ela é pura. Concluindo que as pessoas com problemas são excepcionais, a Besta poupa a vida de Casey e sai. Casey é resgatada por um dos colegas de trabalho de Kevin e descobre que estava sendo mantida debaixo do Zoológico da cidade, onde Kevin trabalhava e vivia. Casey é convidada por um policial a voltar para a casa de seu tio e ela hesita em responder. Em outro esconderijo, Dennis, Patricia e Hedwig exercem controle (Manipulação) coletivo sobre o corpo de Kevin e admiram o poder da Besta e seus planos de mudar o mundo. Em um jantar, clientes ouvem a cobertura dos crimes de Kevin pela mídia. Uma cliente observa a semelhança entre Kevin e um criminoso que foi preso 15 anos antes. O homem sentado ao lado dela era David Dunn, que lembra à cliente que o nome do criminoso era Senhor Vidro.

## Elenco
- James McAvoy como Kevin Wendell Crumb, um sofredor de transtorno dissociativo de identidade (TDI), que tem 24 personalidades proeminentes, cada uma com algo peculiar ou perigoso para seus cativos. A química do corpo de Kevin muda com cada personalidade, resultando em sua 24ª e última personalidade, "A Besta".
- Anya Taylor-Joy como Casey Cooke, uma jovem com um passado traumático e uma história de autoagressão, que é sequestrada por Dennis, uma das personalidades de Kevin, para ser sacrificada  a Besta. Izzie Coffey interpreta Casey de 5 anos.
- Betty Buckley como Dra. Karen Fletcher, uma psicóloga que tenta ajudar Kevin com seu TDI, e acredita que o TDI pode, em casos extremos, causar alterações fisiológicas e facial.
- Haley Lu Richardson como Claire Benoit, uma colega de Casey e uma amiga de Marcia, que também é sequestrada por Dennis para ser sacrificada à Besta.
- Jessica Sula como Marcia, uma colega de classe de Casey e uma amiga de Claire, que também é sequestrada por Dennis para ser sacrificada a Besta.
- Brad William Henke como John, o tio abusivo de Casey e guardião legal que a molestou quando criança.
- Sebastian Arcelus como Sr. Cooke, o pai de Casey.
- Neal Huff como Sr. Benoit, o pai de Claire.
- Kim Director como Hannah.
- Lyne Renée como o moderador acadêmico.
- M. Night Shyamalan como Jai, o segurança do edifício da Dra. Fletcher.
- Bruce Willis como David Dunn.

## Dublagem brasileira
- Estúdio de dublagem: Delart[5]
- Direção de dublagem: Pádua Moreira[5]
- Cliente: Universal[5]
- Tradução: André Bighinzoli[5]
- Mixagem: Gustavo Andriewiski[5]

Dubladores
- Kevin: Mckeidy Lisita[5]
- Casey: Carina Eiras[5]
- Dra. Fletcher: Ilka Pinheiro[5]
- Claire: Bruna Laynes[5]
- Márcia: Hannah Buttel[5]
- Tio John: Eduardo Borgerth[5]

## Produção
O diretor M. Night Shyamalan concebeu a ideia de Fragmentado anos antes de escrever o roteiro completo. Em entrevista, ele afirmou: "Escrevi o personagem há algum tempo e redigi algumas cenas dele, então já tinha diálogos prontos — o que é incomum para mim. Pensei sobre isso por muito tempo e, embora não tenha uma razão clara para não ter feito antes, este pareceu o momento ideal, considerando os tipos de filmes que venho produzindo atualmente, com tons de sarcasmo e suspense."
O personagem Kevin Wendell Crumb já havia sido incluído nos primeiros rascunhos de Corpo Fechado (2000), mas acabou sendo removido por questões de equilíbrio narrativo. Para Fragmentado, Shyamalan reutilizou algumas das cenas originalmente escritas para esse personagem. A conexão entre os dois filmes é revelada na cena final, em que Bruce Willis reprisa seu papel como David Dunn. Para incluir o personagem, o diretor negociou com a Walt Disney Studios, que detém os direitos de Corpo Fechado. Segundo Shyamalan, ele e o então executivo Sean Bailey firmaram um "acordo de cavalheiros": a Disney autorizaria o uso do personagem sem custos, com a condição de participar de uma possível sequência — o que se concretizaria com o lançamento de Glass (2019). A aparição de Willis foi mantida em segredo e a cena final foi excluída das exibições-teste.
Em 2 de outubro de 2015, James McAvoy foi escalado para o papel principal, substituindo Joaquin Phoenix, que deixou o projeto por conflitos de agenda. Em 12 de outubro, Anya Taylor-Joy, Betty Buckley, Jessica Sula e Haley Lu Richardson foram anunciadas no elenco. Em 27 de outubro, a Universal Studios revelou oficialmente o título do filme como Split (Fragmentado, no Brasil).
As filmagens principais começaram em 11 de novembro de 2015, na Filadélfia, Pensilvânia. Refilmagens foram realizadas em junho de 2016. Durante a pós-produção, o papel de Sterling K. Brown, que interpretaria Shaw, vizinho da Dra. Fletcher, foi completamente removido, pois Shyamalan considerou que suas cenas não contribuíam significativamente para a narrativa.

## Lançamento
Fragmentado teve sua première mundial em 26 de setembro de 2016, no Fantastic Fest, festival anual de cinema realizado em Austin, Texas. Posteriormente, foi exibido no AFI Fest em 15 de novembro do mesmo ano. O lançamento comercial ocorreu em 20 de janeiro de 2017 nos Estados Unidos, Reino Unido e Canadá, distribuído pela Universal Pictures.
O filme também foi lançado em outros mercados internacionais nas semanas seguintes, incluindo Brasil, França, Alemanha e Austrália, recebendo distribuição ampla em cerca de 60 países. No Brasil, a estreia aconteceu em 23 de março de 2017. A versão digital em HD foi disponibilizada para compra ou aluguel em 4 de abril de 2017, por meio de plataformas de vídeo sob demanda, como iTunes, Google Play Filmes e Amazon (loja digital). Em 18 de abril de 2017, o filme foi lançado em formatos físicos — DVD, Blu-ray e On-Demand — pela Universal Pictures Home Entertainment. As domésticas incluíram materiais extras, como cenas excluídas, comentários em áudio do diretor M. Night Shyamalan e um documentário sobre os bastidores da produção.

## Bilheteria
Fragmentado US$ 138,1 milhões nos Estados Unidos e no Canadá, e US$ 138,8 milhões em outros territórios, totalizando cerca de US$ 276,9 milhões mundialmente, contra um orçamento de produção estimado em US$ 9 milhões.
Nos mercados norte-americanos, o filme estreou em 3 038 salas de cinema, concorrendo com títulos como Return of Xander Cage, The Resurrection of Gavin Stone, The Founder e as expansões de 20th Century Women. Durante as pré-estreias na noite de quinta-feira, Fragmentado arrecadou aproximadamente US$ 2 milhões em 2 295 salas, superando o desempenho de The Visit (2015), também dirigido por M. Night Shyamalan, que arrecadou US$ 1 milhão em prévias similares.
No seu primeiro dia oficial, o filme fez US$ 14,6 milhões, o que elevou as estimativas para o fim de semana de estreia para uma faixa entre US$ 30 milhões e US$ 37 milhões. No entanto, a arrecadação final do fim de semana foi superior, totalizando US$ 40,2 milhões, garantindo a primeira posição nas bilheterias.
No segundo fim de semana, Fragmentado manteve a liderança, arrecadando US$ 26,3 milhões. Já no terceiro fim de semana, o filme repetiu o feito ao conquistar US$ 14,6 milhões, tornando-se o primeiro longa de Shyamalan a ficar em primeiro lugar nas bilheterias por três semanas consecutivas desde O Sexto Sentido (1999).

## Recepção

### Crítica especializada
Fragmentado recebeu avaliações geralmente favoráveis da crítica especializada. No site agregador Rotten Tomatoes, o filme possui um índice de aprovação de 74%, com base em 227 críticas, e uma nota média de 6,4/10. O consenso do site afirma: "Fragmentado funciona como uma impressionante demonstração de talento para James McAvoy em múltiplos papéis — e marca um retorno sólido do roteirista e diretor M. Night Shyamalan à sua melhor forma."
No Metacritic, que atribui uma pontuação média ponderada a partir de críticas publicadas, o filme obteve uma nota de 62/100, com base em 47 resenhas, indicando "avaliações geralmente favoráveis". Já o público entrevistado pelo CinemaScore atribuiu ao filme uma nota "B+", em uma escala que vai de A+ a F.
O crítico Jordan Hoffman, do The Guardian, deu ao filme quatro estrelas de cinco, afirmando que era uma "mistura magistral" de Alfred Hitchcock, com sessão de terror e terapia. Também escreveu para "The Guardian", Steve Rose, e ele teve um forte elogio pelo papel de McAvoy, dizendo que "ele faz um trabalho bom e sem medo de vender a personalidade variada de seu personagem". Ele recomendou sua capacidade de mudar personalidades em uma cena no final do filme, dizendo: "Ele é um pouco como o T-1000 no final de Exterminador do Futuro 2. Mas não há efeitos especiais aqui, apenas a atuação".

### Recepção do público
O público recebeu Fragmentado de forma majoritariamente positiva. No IMDb, o filme possui uma nota média de 7,3/10, com base em mais de 400 mil avaliações de usuários. A recepção nas redes sociais destacou especialmente a atuação de James McAvoy, considerada por muitos espectadores como o ponto alto do filme. Discussões online também enfatizaram o retorno de M. Night Shyamalan a um estilo mais elogiado de suspense e a revelação final conectando o filme a Corpo Fechado foi amplamente comentada como uma surpresa positiva para os fãs.

## Controvérsias
Fragmentado gerou controvérsias por sua representação de transtornos mentais, especialmente do transtorno dissociativo de identidade (TDI). Críticos afirmaram que o filme perpetua estereótipos negativos e pode contribuir para o estigma social em torno de pessoas que vivem com condições psiquiátricas complexas.
A organização australiana de saúde mental SANE criticou a obra, afirmando: "Filmes como este reforçam a falsa e estereotipada ideia de que pessoas com doenças mentais graves são inerentemente perigosas e violentas." Da mesma forma, a Sociedade Internacional para o Estudo do Trauma e Dissociação (ISSTD, na sigla em inglês) emitiu um comunicado desaprovando o retrato de indivíduos com TDI como ameaçadores, observando que o filme foi feito "à custa de uma população vulnerável que luta por reconhecimento e acesso a tratamento adequado".
Além disso, pessoas diagnosticadas com transtorno dissociativo também se manifestaram contra o filme e sua campanha de marketing, criticando a associação entre múltiplas personalidades e comportamentos violentos. Um grupo de pacientes chegou a publicar uma carta aberta dirigida ao diretor M. Night Shyamalan, expressando preocupação com os efeitos sociais da obra sobre a percepção pública do transtorno.

## Sequência
Shyamalan expressou a esperança de um terceiro filme na sequência de Fragmentado, dizendo: "Espero que [um terceiro filme Corpo Fechado aconteça]. A resposta é sim. Eu sou tão malvado às vezes. Eu não sei o que acontecerá quando eu sair do meu quarto, uma semana depois que esse filme lançar, talvez escrever o roteiro. Mas vou começar a escrever. [Eu tenho] um esboço realmente robusto, o que é muito intrigante. Mas agora os padrões para meus contornos são mais altos. Preciso saber que já ganhei. Estou quase lá, mas não estou bem lá". Ele explicou que a cena final de Fragmentado foi a constatação de David de que o Mr. Glass do primeiro filme estava certo; existem pessoas superpoderosas no mundo. A Disney, que produziu Corpo Fechado através de sua divisão Touchstone Pictures, deverá ser um parceiro de produção e ter participação financeira com a Universal Studios para a sequência.
Após revisões positivas de Fragmentado e seu sucesso crítico e financeiro, Shyamalan confirmou que seu próximo filme seria o filme sequencial que segue a narrativa de Corpo Fechado e Fragmentado. Em abril de 2017, Shyamalan revelou que ele estava quase concluindo o roteiro para o próximo filme. Em 26 de abril de 2017, Shyamalan revelou na sua página do Twitter que o roteiro foi concluído e que a sequência será intitulada "Glass", que está programado para ser lançado em 19 de janeiro de 2019. O filme estrelará Bruce Willis, Samuel L. Jackson, James McAvoy e Anya Taylor-Joy retomando seus papéis dos filmes anteriores. Em 24 de julho de 2017, Shyamalan anunciou no Twitter que Sarah Paulson vai se juntar ao elenco.

## Prêmios
| Prêmio                      | Data da cerimonia     | Categoria                                     | Destinatário(as)                                | Resultado | Ref(s) |
| --------------------------- | --------------------- | --------------------------------------------- | ----------------------------------------------- | --------- | ------ |
| London Film Critics' Circle | 22 de janeiro de 2017 | Young British/Irish Performer of the Year     | Anya Taylor-Joy (também por Morgan e The Witch) | Indicado  | [ 48 ] |
| MTV Movie & TV Awards       | 7 de maio de 2017     | Best Actor in a Movie                         | James McAvoy                                    | Indicado  |        |
| Saturn Awards               | 28 de junho de 2017   | Best Thriller Film                            | Split                                           | Indicado  | [ 49 ] |
| Saturn Awards               | 28 de junho de 2017   | Saturno de melhor atriz coadjuvante em cinema | Betty Buckley                                   | Indicado  | [ 49 ] |